# Wolfgang Thüne
Wolfgang Thüne (n. 8 octombrie 1949, Heilbad Heiligenstadt, Republica Democrată Germană, Germania) este un gimnast artistic ce a reprezentat Republica Democrată Germană, medaliat olimpic. A participat la o ediție a Jocurilor Olimpice (1972) în care a câștigat o medalie de bronz.

## Participări
Lista de mai jos prezintă principalele competiții la care a participat Wolfgang Thüne de-a lungul carierei.
- gymnastics at the 1972 Summer Olympics – men's artistic team all-around[*]